# Honey (Scandal-album)
A Honey (stilizálva HONEY) a Scandal japán pop-rock együttes nyolcadik stúdióalbuma, amely 2018. február 14-én jelent meg az Epic kiadásában. Az album népszerűsítése érdekében az együttes hasonló néven egy koncertkörutat is tartottak.

## Kompozíció
Az albumon mindössze tíz zeneszám kapott helyet, és ebből mindössze hét teljesen új – így ez az együttes legrövidebb és legkevesebb teljesen új dalt tartalmazó stúdióalbuma. A Honey alapelgondolása a köré épül fel, hogy a zenekar amellett játszik „igazi” rockzenét, miközben női szemszögből játszódó szerelmes dalokat énekelnek. A lemez első dala és egyben „arca” a Platform Syndrome című szám, melyet a második dalhoz hasonlóan az album befejezése előtti pillanatokban vettek fel. A szám címe arra az érzésre utal, melyet az után érez valaki, miután összetörték a szívét. A dal kifejezetten „lendületes”, melyet a második dal, az Over is továbbvisz. A szám keményebb hangzásvilágú, egy agresszív gitárriffel indít. Az Over a Platform Syndrome „párja”, így az albumon dolgozó hangmérnököt arra kérték, hogy úgy dolgozzon az első két számon, mintha azok össze lennének kapcsolva. A két dalt két egymást követő napon írták meg, eredetileg egyik sem került volna fel az albumra. A harmadik dal, a Take Me Out az album első kislemeze, melyet kifejezetten az együttes alapításának tizedik évfordulóján megtartott szabadtéri koncertre írtak, azonban azóta az együttes koncertrepertoárjának oszlopos tagja lett. Az Oh! No! című negyedik dal főéneksávját Szaszazaki énekli fel, témája a nők aranyossága. A „teljesen abszurd” számot már a Yellow megjelenése előtt elkészítették, igaz akkor még Ono énekelte fel. A következő dal a Midnight City, melynek első és második verzéjét Szuzuki, míg a refrénjét Ono énekli fel, témája magunk másokhoz való hasonlítása. A hatodik szám a Short Short lett, melyet az album megjelenése előtt két évvel vettek fel, azonban bizonyos részeket ismét felvettek. A Mado vo aketarát három évvel az album megjelenése előtt írta Ogava, amikor úgy érezte, mintha „a lelke kiszökött volna a testéből”. Mivel a dal témája magánjelegűbb és a hanglejtése sem hasonlítható a Scandal egyik korábbi dalához sem, ezért Ogava úgy gondolta, hogy a zenekar megszokott hangzásvilága helyett valami mást keres, ezért a Negoto gitárosát és egyben barátnőjét, Maszuda Mizukit kérte fel a szám hangszerelésére. Ono dalon való éneklésére kifejezetten hatással volt a rhythm and blues stílus, Utada Hikaru számos dalát, így kifejezetten a Time Will Tell című dalát is számtalanszor meghallgatta a dal felvételének időszaka alatt. A következő dal a Futari, a Koiszuru Universe B oldalas száma, melynek „sztoikus, érzelmes és ragyogó” hangzásvilága van. Szaszazaki gitárszólamait az instrumentális együttesek ihlették. A Electric Girl szintén magánjelegűbb dal, melyben a vokált az együttesre nem jellemzően egy autotune-effekttel eltorzították, illetve egy basszusgitárszóló is szerepel benne. Az album utolsó dala az együttes első digitális kislemeze, a Koiszuru Universe. A szám „csupalány rockdal”, melyet a lányokra jellemző nézetekkel és megfogalmazásokkal szőttek át.
Az album dalainak elkészítése során Onóra a rhythm and blues stílus, Utada Hikaru és a kortárs hangszeres lányegyüttesek, így a tricot volt hatással. Szaszazaki a Foo Fighters hatására kezdett zenét írni, így olyan Foo Fighters-szerű dalokat akart komponálni, melytől „ledermedsz amint meghallod a rádióban.” Szaszazaki a lányok lágyabb hangjának hangulatát viszont nem Foo Fighters-szerű férfias hangzásvilággal, hanem nőiesebb, EDM-esebb hangzással akarta kifejezni, melyet a Chvrches ihletett. Szaszazaki pop-punkos énekstílusára az Ellegarden, illetve aiko volt hatással. Ogavára az Insist egyszerű hangzásvilága, illetve Szaitó Kazujosi életteli dalai voltak hatással. Szuzuki dalszövegeire Yuki és a back number volt hatással, utóbbi dalszövegeinek első és második verzéje az érzelmekről, míg a kórus a környezetről szól, ezt a Koiszuru Universe-nél meg is próbálta lemásolni. Szuzuki inspirációforrásként emelte ki a Polkadot Stingrayt is.

## Megjelenés és promóció
Az akkor még cím nélküli albumot először 2017. november 22-én jelentették be, a címét és promóciós képeit 2017. december 18-án tették közzé. A lemez vizuális anyagát és a „teljes gyártási kiadáshoz” mellékelt pólót az Amiaya zenei duó készítette el, akiket Maszuda Mizuki, a Negoto gitárosa mutatott be Ogavának. A kiadvány összes dalának szövegét és zenéjét is az együttes tagjai írták. Mivel az album Bálint-napon jelent meg, így több dala is a szerelemhez kapcsolódik.
Az album megjelenésének napján egy koncertet is adtak a Zepp DiverCity Tokyo színpadán, melyre kizárólag az album megvásárlásával lehetett jegyet nyerni. Ez volt az együttes első koncertje a 2018-as évben. 2018. február 18-án egy bemutatópartit is rendeztek a Pinterest nakamegurói irodájában, melyen kizárólag nők vehettek részt.

## Dallista
| CD    | CD                                                       | CD        | CD     | CD              | CD    | CD | CD | CD | CD |
|       | Cím                                                      | Dalszöveg | Zene   | Hangszerelő     | Hossz |    |    |    |    |
| ----- | -------------------------------------------------------- | --------- | ------ | --------------- | ----- | -- | -- | -- | -- |
| 1.    | Platform Syndrome (プラットホームシンドローム)           | Rina      | Mami   | Mami            | 3:30  |    |    |    |    |
| 2.    | Over                                                     | Rina      | Mami   | Mami            | 4:30  |    |    |    |    |
| 3.    | Take Me Out (テイクミーアウト)                           | Rina      | Mami   | Egucsi Rjó      | 3:40  |    |    |    |    |
| 4.    | Oh! No!                                                  | Mami      | Mami   | Mami            | 5:02  |    |    |    |    |
| 5.    | Midnight City (ミッドナイトシティ)                       | Rina      | Rina   | Mami            | 3:05  |    |    |    |    |
| 6.    | Short Short (ショートショート)                           | Rina      | Mami   | Mami            | 3:51  |    |    |    |    |
| 7.    | Mado vo aketara (窓を開けたら; Ha kinyitom az ablakot)   | Tomomi    | Tomomi | Mizuki Masuda   | 5:20  |    |    |    |    |
| 8.    | Futari (ふたり; Kettőnk)                                 | Rina      | Mami   | Kavagucsi Keita | 3:40  |    |    |    |    |
| 9.    | Electric Girl (エレクトリックガール)                     | Rina      | Mami   | Mami            | 3:43  |    |    |    |    |
| 10.   | Koiszuru Universe (恋するユニバース; Szerelem-univerzum) | Rina      | Mami   | Kavagucsi Keita | 4:17  |    |    |    |    |
| 40:38 |                                                          |           |        |                 |       |    |    |    |    |

| 1. | Sunkan Sentimental (瞬間センチメンタル; Érzelmes pillanat)              |  |
| 2. | Kimi to joru to namida (キミと夜と涙; Te, az éjszaka és a könnycseppek) |  |
| 3. | Love Me Do                                                              |  |
| 4. | Koe (Acoustic ver.) (声(Acoustic ver.); Hang)                           |  |
| 5. | Doll                                                                    |  |
| 6. | Koiszuru Universe (恋するユニバース; Szerelem-univerzum)                |  |
| 7. | Take Me Out (テイクミーアウト)                                          |  |
| 8. | Hacsigacu (8月; Augusztus)                                              |  |
| 9. | Scandal Baby                                                            |  |